# Björn Bach
Pour les articles homonymes, voir Bach (homonymie).
Björn Bach, né le 21 juin 1976 à Magdebourg,  est un kayakiste allemand pratiquant la course en ligne.